# Isidro Valls Pallerola
Isidro Valls Pallerola (Sallent, 16 de diciembre de 1858 - Barcelona, 7 de febrero de 1933) fue un empresario y político español, padre de Fernando Valls Taberner. Era ingeniero industrial y propietario de la colonia textil Valls, de la de San Mateo de Bages - Navás, y más tarde de Manufacturas Valls, SA.

## Biografía
Fue elegido diputado por el Partido Conservador por el distrito de Solsona en las elecciones generales españolas de 1899, 1901 y 1903, alineándose inicialmente con Francisco Silvela y después con Camilo García de Polavieja. Sin embargo, después apoyó Antonio Maura, aunque también simpatizó con la Liga Regionalista y firmó el manifiesto constitutivo de la Federación Monárquica Autonomista . Sin embargo, continuó en el Partido Conservador con el que intentó presentarse en el Senado en 1916, pero fue derrotado por una coalición de liberales, aunque sí consiguió el escaño por la provincia de Lérida en 1918-1919 y 1919-1920.